# نجمية باتمانجليج
نجمة خليلي باتمانجليج ( (بالفارسية: نجمیه خلیلی باتمانقلیج)) طاهيه إيرانية أمريكية ومؤلفة كتب طبخ . ولدت في طهران ، وفرت من الثورة الإيرانية عام 1979، وانتقلت أولاً إلى فرنسا، ثم إلى الولايات المتحدة، حيث أسست مسيرتها المهنية كمؤلفة لكتب الطبخ أثناء رحيلها. صدر كتابها الأول باللغة الفرنسية بعنوان Ma Cuisine d'Iran (1984)، تلاه ثمانية كتب طبخ باللغة الإنجليزية، من Food of Life (1986) إلى الطبخ في إيران (2018). واشنطن بوست أشادت بها في عام 2018 ووصفتها بأنها "سيدة الطبخ الإيراني الكبرى". 

## سيرة شخصية
ولدت نجمة خليلي عام 1947 في طهران ، الدولة البهلوية (إيران حالياً).  حصلت على درجتي البكالوريوس والماجستير في التعليم في الولايات المتحدة.  عادت إلى إيران بعد إكمال تعليمها في أمريكا لكنها أُجبرت على النفي عام 1979 بسبب الثورة الإيرانية .  هربت هي وزوجها إلى فينس، فرنسا كلاجئين ، حيث درست الطبخ وبدأت في ترجمة وصفات والدتها إلى الفرنسية مما أدى إلى كتابها الأول للطبخ، Ma Cuisine d'Iran . 
في الثمانينيات، انتقلت باتمانجليج بشكل دائم إلى واشنطن العاصمة حيث كتبت كتابها الشهير، غذاء الحياة .  بعد انتقالها إلى الولايات المتحدة، والتي كانت قريبة من وقت أزمة رهائن إيران واجهت التمييز، ونتيجة لذلك اضطرت إلى نشر أعمالها الخاصة بنفسها.  أسست مع زوجها محمد دار نشر خاصة بهم. 
بعد نجاح هذا الكتاب، واصلت باتمانجليج كتابة خمسة كتب طبخ أخرى، بما في ذلك من بلاد فارس إلى نابا: النبيذ على المائدة الفارسية ، والذي فاز بجائزة كتاب الطبخ الذواقة.  و الطبخ على طريق الحرير: رحلة نباتية ، والتي قارنتها صحيفة نيويورك تايمز بقراءة "رواية جيدة - بمجرد أن تبدأ، من الصعب تركها". ظهرت  في برنامج مارثا ستيوارت وقامت أيضًا بتدريس الطبخ الفارسي.  وهي عضو في Les Dames d'Escoffier ، وهي جمعية من النساء المحترفات العاملات في صناعات الطعام والنبيذ والضيافة .  
قامت بالتدريس لسنوات عديدة في معهد الطهي الأمريكي في جرايستون في وادي نابا، كاليفورنيا خلال مؤتمر عالم النكهات . 

## الحياة الشخصية
وهي متزوجة من ناشر الكتب محمد باتمانجليج.   أبناؤها هم زال باتمانجليج, مخرج سينمائي وكاتب سيناريو تشمل مشاريعه صوت صوتي,  الشرق , و الزراعة العضوية ; ورستم باتمانجليج ، منتج تسجيلات وموسيقي ومغني وكاتب أغاني وملحن وكان أحد الأعضاء المؤسسين لفرقة البوب المستقلة فامباير ويكند .

## المؤلفات
- Batmanglij، Najmieh (1984). Ma Cuisine d'Iran. Paris: Jacques Grancher Publisher. ISBN:2733901117.
- Batmanglij، Najmieh (1986). Food of Life: Ancient Persian and Modern Iranian Cooking and Ceremonies (ط. 1). Washington D.C.: Mage Publishers. ISBN:9780934211000. OCLC:13395606.
- Batmanglij، Najmieh (1990). Food of Life (ط. 2). Washington D.C.: Mage Publishers. ISBN:9780934211277.
- Batmanglij، Najmieh (1993). New Food of Life (ط. 3). Washington D.C.: Mage Publishers. ISBN:9780934211345.
- Batmanglij، Najmieh (2009). Persian Cooking for a Healthy Kitchen. Mage Publishers, Incorporated. ص. 200. ISBN:978-1-933-82326-3. مؤرشف من الأصل في 2023-04-25. اطلع عليه بتاريخ 2023-04-20.
- Batmanglij، Najmieh (1999). A Taste of Persia: An Introduction to Persian Cooking. Mage Publishers. ص. 339. ISBN:978-0-934-21154-3. مؤرشف من الأصل في 2024-01-09. اطلع عليه بتاريخ 2023-06-08.
- Batmanglij، Najmieh (2000). Silk Road Cooking: A Vegetarian Journey (ط. 1). Washington D.C.: Mage Publishers, 1st Hardcover Ed. ISBN:9780934211635.
- Batmanglij، Najmieh (2002). Silk Road Cooking: A Vegetarian Journey (ط. 2). Washington D.C.: Mage Publishers, 1st Paperback Ed. ISBN:9780934211963.
- Batmanglij، Najmieh (2006). From Persia to Napa: Wine at the Persia Table. Washington D.C.: Mage Publishers. ISBN:9781933823003.
- Batmanglij، Najmieh (2008). Happy Nowruz: Cooking with Children to Celebrate the Persian New Year. Mage Publishers. ISBN:9781933823164.
- Batmanglij، Najmieh (1992). New Food of Life: Ancient Persian and Modern Iranian Cooking and Ceremonies. Mage Publishers. ص. 442. ISBN:978-0-934-21134-5. مؤرشف من الأصل في 2023-06-08. اطلع عليه بتاريخ 2023-06-08.
- Batmanglij، Najmieh (2015). Joon: Persian Cooking Made Simple. Washington D.C.: Mage Publishers. ISBN:9781933823720.
- Batmanglij، Najmieh (2018). Cooking in Iran: Regional Recipes and Kitchen Secrets. Mage Publishers, Incorporated. ص. 728. ISBN:978-1-933-82395-9. مؤرشف من الأصل في 2023-04-25. اطلع عليه بتاريخ 2023-04-20.
- Batmanglij، Najmieh (2020). Cooking in Iran: Regional Recipes and Kitchen Secrets (ط. 2). Washington D.C.: Mage Publishers. ISBN:9781949445077.

## روابط خارجية
- الموقع الرسمي
- Najmieh Batmanglij's Biography and List of Publications
- List of Najmieh Batmanglij's Selected Works